# Hornchurch (métro de Londres)
Pour la ville, voir Hornchurch.
Hornchurch (en anglais : Hornchurch tube station, ou Hornchurch London Underground station), est une station de la ligne District  du métro de Londres, en zone 6 Travelcard. Elle est située sur la Station Lane à Hornchurch dans le borough londonien de Havering sur le territoire du Grand Londres.